# Maxim Iurcu
Maxim Iurcu (Tighina, 1º febbraio 1993) è un calciatore moldavo, attaccante svincolato.

## Palmarès

### Club

#### Competizioni nazionali
- Coppa di Moldavia: 1

Sheriff Tiraspol: 2014-2015
- Supercoppa di Moldavia: 2

Sheriff Tiraspol: 2015, 2016
- Campionato moldavo: 1

Sheriff Tiraspol: 2015-2016